# Ropica immista
Ropica immista är en skalbaggsart som först beskrevs av Newman 1842.  Ropica immista ingår i släktet Ropica och familjen långhorningar.
Artens utbredningsområde är Filippinerna. Inga underarter finns listade i Catalogue of Life.